# Seton Hall University
La Seton Hall University è un'università situata nello stato americano del New Jersey, fondata nel 1856 dall'arcidiocesi di Newark durante la presidenza di Franklin Pierce.

## Sport
I pirates, fanno parte della NCAA Division I, e sono da sempre affiliati alla potente Big East Conference. La pallacanestro è lo sport principale.

### Pallacanestro
La piccola scuola cattolica di Seton Hall ebbe il suo momento di maggior gloria nel 1989, quando guidata da P.J. Carlesimo la squadra raggiunse la finale dove venne sconfitta dalla University of Michigan per 80-79 dopo un tempo supplementare. I Pirates annoverano nell'Albo d'oro anche un titolo del National Invitation Tournament (NIT) vinto nel 1953.